# Коллеторто
Коллеторто (итал. Colletorto) —  коммуна в Италии, располагается в регионе Молизе, в провинции Кампобассо.
Население составляет 2474 человека (2008 г.), плотность населения составляет 71 чел./км². Занимает площадь 35 км². Почтовый индекс — 86044. Телефонный код — 0874.
Покровителем коммуны почитается святой Иоанн Предтеча, празднование 29 августа.

## Демография
Динамика населения:

## Администрация коммуны
- Официальный сайт: http://www.comune.colletorto.cb.it/